# 中华人民共和国电力工业部
中华人民共和国电力工业部，1955年7月设立，1958年2月与水利部合并为水利电力部，1979年2月重设，1982年3月再次合并为水利电力部。
- 1955年7月30日，第一届全国人民代表大会第二次会议决定撤销燃料工业部，并以原燃料工业部所属的电业管理总局为基础，设立中华人民共和国电力工业部。
- 1958年2月，第一届全国人大第五次会议根据国务院总理提出的议案，需要适应调整国务院所属组织机构，进一步明确分工和加强统一管理，决定将电力工业部与水利部合并为水利电力部。
- 1979年2月23日，第五届全国人大常委会第六次会议根据国务院总理提出的议案：为了加强对电力工业和水利工作的领导，决定将水利电力部分设为电力工业部和水利部。
- 1982年3月8日，第五届全国人大常委会第二十二次会议通过《关于国务院机构改革问题的决议》，决定将电力工业部和水利部合并，设置水利电力部。

## 历任部长
1. 刘澜波（1955年7月30日－1958年2月11日）
2. 刘澜波（1979年2月23日－1981年3月6日）
3. 李鹏（1981年3月6日－1982年3月8日）
4. 史大桢（1993年3月29日－1998年3月18日）

## 机构设置
（1994年时）
- 办公厅（部长办公室、综合处、文秘档案处、信访处）
- 政策法规体制司（政策处、法规处、体制处、精神文明建设指导小组办公室）
- 规划计划司（综合处、规划处（核电办公室）、计划处、统计分析处、水电处、环保处）
- 建设协调司（设计管理处、基建管理处、工程协调处、质量安全监督处）
- 水电开发与农村电气化司（水电建设协调处、水电发展处、农村电力处、新能源发电处）
- 安全监察及生产协调司（安全监察处、生产协调处、技术监督处、用电监察处、计量办公室）
- 经济调节与国有资产监督司（综合处、经济处、资产处、财会处、价格处）
- 科学技术司（综合处、科技计划处、技术发展处）
- 国际合作司（综合处、经济贸易处、经济合作处、科技合作处）
- 人事教育司（综合处、机关人事处、干部管理处、劳动工资处、教育处）
- 机关党委（办公室(含团委、工会)、组织部(含纪检)、宣传部）
- 老干部局（办公室、行政处、机关工作处、直属工作处、退休干部管理处）